# Albrekt IV av Mecklenburg
Albrekt IV av Mecklenburg (tyska: Albrecht IV. von Mecklenburg), född före 1363, död mellan 24/31 december 1388, var hertig av Mecklenburg och Schwerin 1383-1388, son till hertig Henrik Bödeln av Mecklenburg (död 1383) och danska prinsessan Ingeborg Valdemarsdotter (död 1370).
Albrekt regerade som furst och som hertig Albrekt III av Mecklenburg och Schwerin 1383-1388. Hans samregenter var: Albrekt III 1379-1412 - son till Albrecht II och Magnus I samregent 1379-1385 - son till Albrekt II.
Albrekt erkändes 1375 som arvtagare av Danmark av sin morfar kung Valdemar Atterdag - Albrekt var nämligen hans äldsta barnbarn. Danskarna gick dock inte på denna linje utan valde i stället Albrekts kusin Olof till sin kung efter Valdemars död, vilket ledde till utdragna stridigheter mellan Mecklenburg och Danmark.
Han blev barnlös i sitt gifte med Elisabeth av Holstein (död 1416).